# Dmitri Pawlowitsch Grigorowitsch

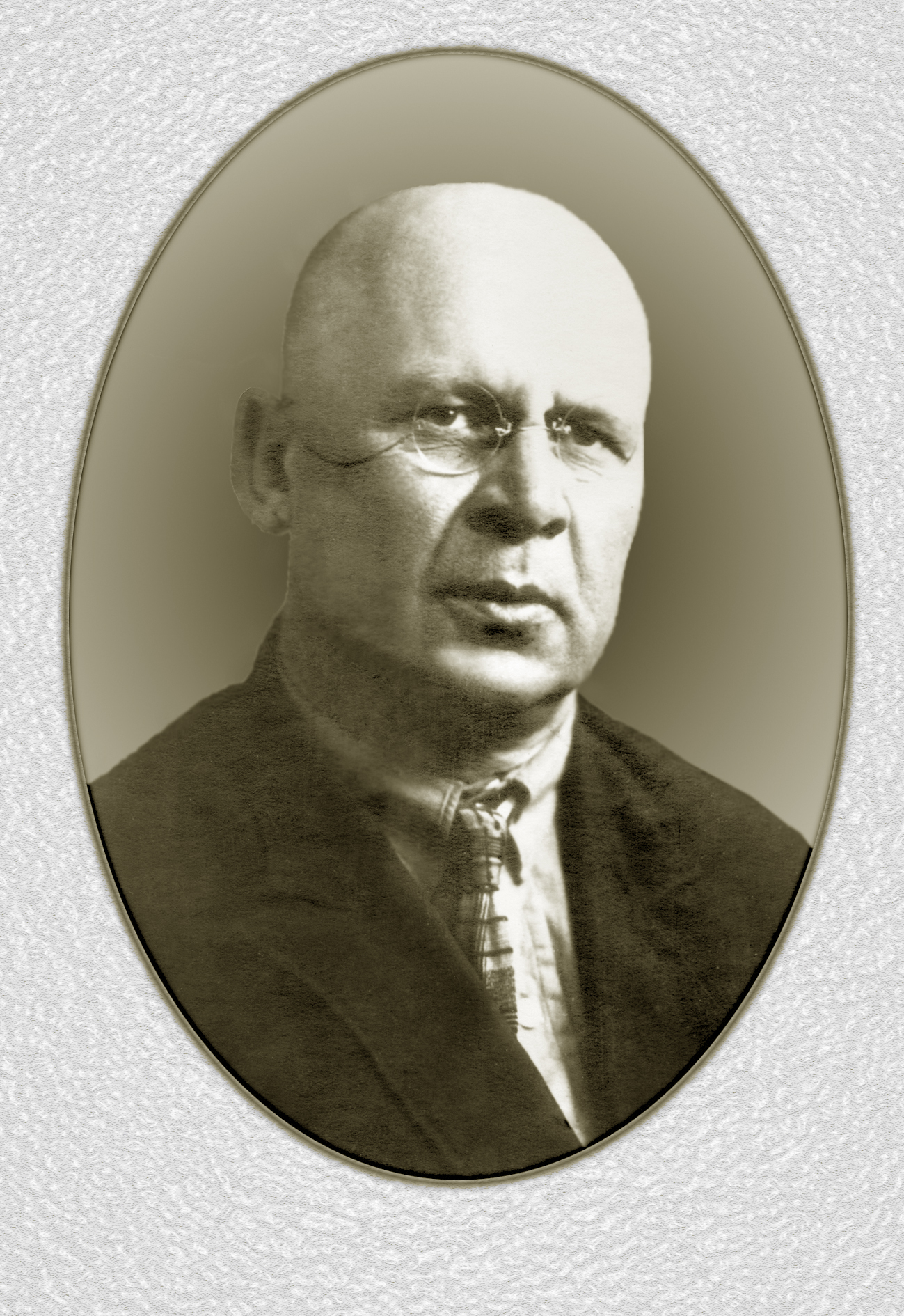
Dmitri Pawlowitsch Grigorowitsch

Dmitri Pawlowitsch Grigorowitsch (russisch Дмитрий Павлович Григорович; * 25. Januarjul. / 6. Februar 1883greg. in Kiew; † 26. Juli 1938 in Moskau) war ein sowjetischer Flugzeugkonstrukteur.

## Leben
Grigorowitsch besuchte die Mittelschule und studierte dann am Polytechnikum in Kiew. Dort lernte er Igor Iwanowitsch Sikorski kennen und konstruierte auch sein erstes Flugzeug, den Doppeldecker G-1. Während seines Studiums studierte er auch zwei Semester in Lüttich. Er machte seinen Ingenieursabschluss 1909. Da er im Flugzeugbau zunächst keine Anstellung fand, zog er nach Sankt Petersburg und wurde 1911 für zwei Jahre Berichterstatter bei der Zeitschrift Westnik wosduchoplawanija (russisch Вестник воздухоплавания, Bote der Luftschifffahrt).
Im Frühjahr 1913 wurde er Technischer Direktor der neugegründeten Ersten Russischen Luftfahrt–Gesellschaft (russisch Первое Российское Товарищество Воздухоплавания) S. S. Schtschetinin (PRTW), die sich mit dem Lizenzbau der französischen Typen Nieuport IV und Farman XVI beschäftigte. Im Sommer kam Grigorowitsch mit Flugbooten in Kontakt, als er den Auftrag erhielt, eine französische Donnet-Lévêque zu reparieren. Ausgehend von dieser Erfahrung konstruierte er 1913 sein erstes Flugboot M-1. Mit Grigorowitsch' Typen M-5 (1915) und M-9 (1916) konnte Russland technologisch mit ausländischen Fabrikaten wie Felixstowe und Lohner bei dieser Flugzeugart im Ersten Weltkrieg gleichziehen; allerdings besaßen die Typen den schwerwiegenden Nachteil einer fehlenden Abwehrbewaffnung nach hinten, was die Flugboote verwundbarer gegen Angriffe feindlicher Jäger machte.
Am 1. Juli 1917 gründete seine eigene Firma. Doch bereits am 13. März 1918 wurde die Firma Staatseigentum und musste sich fortan mit der Herstellung landwirtschaftlicher Geräte beschäftigen. Grigorowitsch siedelte daraufhin nach Sewastopol über. Ab 1919 arbeitete er für staatliche Stellen am Aufbau der sowjetischen Luftfahrt mit und wurde 1922 Chefkonstrukteur im Werk Nr. 3 Krasny Ljotschik (russisch Красный лётчик, Roter Flieger), wo auch 1923 sein letztes Flugbootmodell M-24 entstand. Im gleichen Jahr erschien sein erstes Jagdflugzeug I-1. 1925/26 wurde er zum Leiter der „OMOS“ (Abteilung für Seeflugzeug-Versuchsbau, ab 1927 „OPO-3“, Versuchsabteilung 3) in Leningrad ernannt, allerdings am 1. September 1928 wegen nicht zufriedenstellender Arbeitsergebnisse wieder abgesetzt und durch I. I. Artamonow ersetzt. Zum Ende der 1920er Jahre entwickelte Grigorowitsch verschiedene Jagdflugzeuge, die jedoch nicht sehr erfolgreich waren. Nach seiner Verhaftung 1930 und dem nachfolgenden Arrest bis 1933 übernahm Berijew sein Konstruktionsbüro. Nach seiner Entlassung entwickelte Grigorowitsch aus der R-5 versuchsweise die Schlachtflugzeuge LSch, TSch-1, TSch-2 und SchON. 1936 wurde er Abteilungsleiter im Volkskommissariat für Flugzeugbau. Gleichzeitig übernahm er einen Lehrstuhl für Flugzeugkonstruktion und Aerodynamik am MAI in Moskau.
Grigorowitsch verstarb 1938 an Leukämie und wurde auf dem Nowodewitschi-Friedhof Moskau beigesetzt. Von ihm stammen etwa 80 Flugzeugentwürfe, von denen seine Flugbootkonstruktionen zu den erfolgreichsten zählen.